# Apple (album)
Apple är det Seattlebaserade grungebandet Mother Love Bones enda fullängdsalbum och släpptes 1990. Fyra dagar innan albumet släpptes avled bandets sångare Andrew Wood efter en överdos vilket gjorde att detta blev bandets sista inspelning. Hela albumet finns även med på kompilationen Stardog Champion.

## Låtlista
Alla texter är skrivna av Andrew Wood. All musik är skriven av Jeff Ament, Bruce Fairweather, Greg Gilmore, Stone Gossard och  Andrew Wood. Huvudsakliga låtskrivare listas nedan.
1. "This Is Shangrila" (Gossard) – 3:42
2. "Stardog Champion" (Gossard) – 4:58
3. "Holy Roller" (Ament) – 4:27
4. "Bone China" (Gossard) – 3:44
5. "Come Bite the Apple" (Gossard) – 5:26
6. "Stargazer" (Wood) – 4:49
7. "Heartshine" – 4:36
8. "Captain Hi-Top" – 3:07
9. "Man of Golden Words" (Wood) – 3:41
10. "Capricorn Sister" (Gossard) – 4:19
11. "Gentle Groove" (Wood) – 4:02
12. "Mr. Danny Boy" (Gossard) – 4:50
13. "Crown of Thorns" (Wood) – 6:18

Bonusspår på återutgivningen
1. "Lady Godiva Blues" – 3:40